# Vignemale
Il Vignemale (in spagnolo Pico Viñamala), chiamato anche Pique Longue o Pico de Camachinos, è una montagna dei Pirenei, situata presso la frontiera franco-spagnola, facente parte del massiccio del Vignemale: con i suoi 3.298 è la vetta pirenaica più alta di Francia e della regione dell'Occitania; è inoltre la sedicesima vetta più alta della catena dei Pirenei e la più alta tra quelle la cui cima è posta esattamente sul confine tra Francia e Spagna.
Situato ai confini del parco nazionale dei Pirenei e della riserva della Biosfera Ordesa-Viñamala, il monte è accessibile da Gavarnie, Cauterets e Torla; ai piedi del Vignemale passa inoltre il sentiero della GR10 e su un suo costone scorre il ghiacciaio d'Ossoue.

## Toponimo
Il nome Vignemale deriva dal dialetto guascone Vinhamala: si tratta dell'unione di due radici pre-indoeuropee, vin e mal che significano entrambe montagna. Utilizzato inizialmente per designare l'intero massiccio, fu dall'inizio del XIX secolo che i pirenaici cominciarono a chiamare così la cima più alta; gli abitanti della zona spagnola, lo chiamano, in lingua aragonese, Comachibosa.

## Storia e descrizione

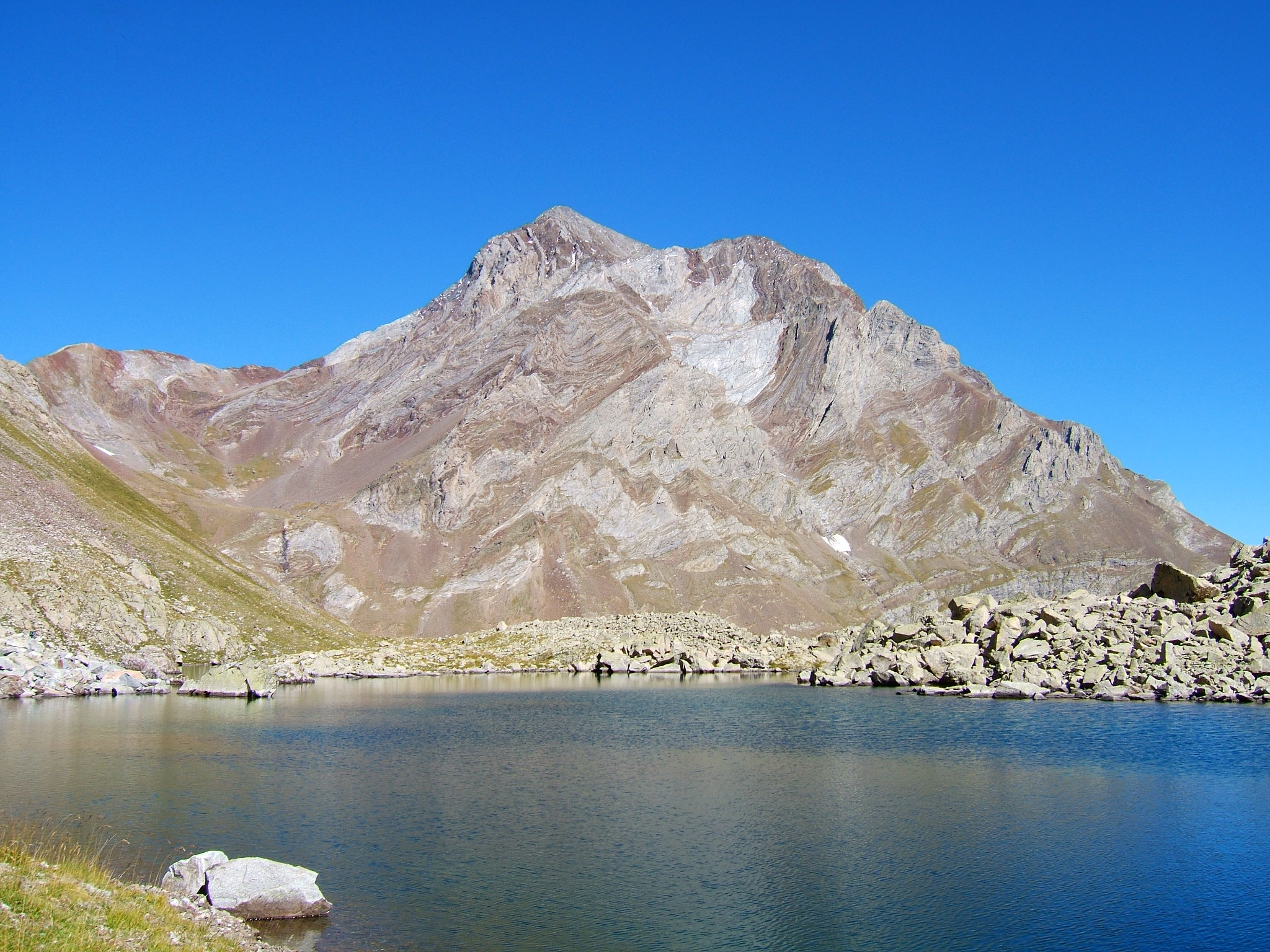
Il versante ovest

Le notizie sulla prima scalata del Vignemale sono incerte: si racconta che il 1º agosto 1792 un gruppo di pastori, incaricati da Louis-Philippe Reinhart Junker di definire le altezze delle montagne e di segnare il confine tra Francia e Spagna, posero un segnale sulla sommità del pic de Montferrat ed il giorno dopo, il 2 agosto, gli stessi pastori, misero un altro segnale sulla cima del Vignemale. Solo 45 anni più tardi, l'8 ottobre 1837, si hanno notizie note sulla prima ascensione del Vignemale, compiuta da una guida di Luz-Saint-Sauveur, Henri Cazaux, con il suo miglior amico Bernard Guillembet. La prima donna a scalare la montagna fu invece Anne Lister (1791–1840), che nel 1838, dopo una prima visita dei Pirenei nel 1830, ritornò con una sua amica ed insieme alle guide Jean-Pierre Charles et Jean-Pierre Sanjou, raggiunse prima la vetta del pic du Piméné e dopo diversi giorni quella del Vignemale. La prima scalata in inverno, la prima anche a livello europeo, fu compiuta l'11 febbraio 1869 da Henry Russell, accompagnati dai fratelli Passet. Il 7 agosto 1889 venne effettuata la prima scalata del Couloir de Gaube, una faglia che taglia la parete nord del massiccio del Vignemale.
Nel 1904 e nel 1906 fu inoltre organizzata una gara tra le guide di Gavarnie e quelle di Cauterets: il percorso prevedeva la partenza da Cauterets, la risalita della valle del Gaube, la scalata del ghiacciaio d'Ossoue, fino a raggiungere la cima del Pique Longe, per poi riscendere attraverso il colle di Labassa, il lago d'Estom, la valle di Lutour, fino nuovamente a Cauterets. La maggior parte dei partecipanti compì il percorso a piedi nudi e il vincitore delle due edizioni fu Jean-Marie Bordenave che impiegò la prima volta sei ore ed un minuto, la seconda cinque ore e trentasette minuti.
Il clima del Vignemale è di alta montagna, sub-oceanico: nonostante non sia presente una stazione meteorologica, si stima che la temperatura si aggira tra i -11 nel mese di febbraio e i +2 in quello di agosto. Le precipitazioni sono essenzialmente nevose e la neve persiste per tutto l'anno, alimentando due ghiacciai. La cima della montagna è appuntita ed è ben visibile da numerose cime dei Pirenei, nonché da Lourdes.